# Spitbank Fort
Spitbank Fort, ou Spitsand Fort, ou Spit Sand Fort, ou simplement Spit Fort, est un fort construit en mer à la suite de la Commission royale d'enquête de 1859. Le fort est l'un des quatre situés dans le Solent, près de Portsmouth, en Angleterre, Royaume-Uni.
Les travaux sur la construction du fort commencèrent en 1861.
Le fort a été déclaré comme surplus militaire excédentaire en 1962 et déclassé par le ministère de la Défense (MoD) en 1982.

## Transformation en hôtel de luxe
À partir d'avril 2012, Spitbank a été rénové pour être utilisé comme un hôtel spa de luxe et de retraite avec 9 chambres à coucher,.